# Ludmiła Fiedotowa
Ludmiła Jewgienijewna Fiedotowa (ros. Людмила Евгеньевна Федотова; ur. 23 kwietnia 1986 w Ałmaty) – kazachska narciarka alpejska, uczestniczka igrzysk olimpijskich (2010), trzykrotna medalistka zimowych igrzysk azjatyckich (2011).
W 2010 roku wzięła udział w igrzyskach olimpijskich w Vancouver. Wystartowała w trzech konkurencjach alpejskich – zajęła 36. miejsce w zjeździe i 38. miejsce w supergigancie, a w slalomie gigancie nie została sklasyfikowana (nie ukończyła pierwszego przejazdu).
Trzykrotnie uczestniczyła w mistrzostwach świata w narciarstwie alpejskim – w 2005 roku w Santa Caterina była 57. w slalomie gigancie, a slalomu nie ukończyła, w 2009 roku w Val d’Isère zajęła 45. miejsce w slalomie, 50. w slalomie gigancie, a w supergigancie nie została sklasyfikowana, z kolei w 2013 roku w Schladming nie wystartowała w supergigancie mimo zgłoszenia do zawodów. Dwukrotnie, w 2004 i 2005 roku, wzięła również udział w mistrzostwach świata juniorów. Spośród startów w pięciu konkurencjach, tylko raz została sklasyfikowana – zajęła 76. miejsce w slalomie gigancie w 2005 roku.
W 2011 roku zdobyła trzy medale igrzysk azjatyckich w Ałmaty – złoty w superkombinacji oraz srebrne w zjeździe i supergigancie.